# Campionati europei di 470 2004
I Campionati europei di 470 2004 si sono svolti a Warnemünde, in Germania, dal 31 maggio al 10 giugno 2004.

## Podi
| Evento        | Oro                                        | Argento                                     | Bronzo                               |
| 470 Open      | Regno Unito Nick Rogers Jonathan Glanfield | Russia Dmitry Berezkin Mikhail Krutikov     | Svezia Johan Molund Martin Andersson |
| 470 Femminile | Danimarca Susanne Ward Michaela Ward       | Russia Vladelina Ilienko Natalia Gaponovich | Israele Nike Kornecki Vered Buskila  |

## Medagliere
| Posiz. | Nazione     | Oro | Argento | Bronzo | Totale |
| ------ | ----------- | --- | ------- | ------ | ------ |
| 1      | Danimarca   | 1   | 0       | 0      | 1      |
| 1      | Regno Unito | 1   | 0       | 0      | 1      |
| 3      | Russia      | 0   | 2       | 0      | 2      |
| 4      | Israele     | 0   | 0       | 1      | 1      |
| 4      | Svezia      | 0   | 0       | 1      | 1      |
| Totale | Totale      | 2   | 2       | 2      | 6      |